# Río Bajoz
Der Río Bajoz ist ein Fluss in der Mitte Spaniens und rechter Zufluss des Duero. Er durchfließt in der Autonomen Gemeinschaft Castilla y León die Provinzen Palencia, Valladolid und Zamora.
Er entspringt in den Ausläufern des Kantabrischen Küstengebirges zwischen den Dörfern Castromonte und La Mudarra. Bedeutende Zuflüsse sind die Bäche (Arroyos) Daruela und Retortero in der Stadt Adalia. Der Río Bajoz durchfließt die Orte San Román de Hornija und Morales de Toro und erhält das Wasser des Hornija, bevor er nordwestlich der Stadt Villafranca de Duero etwa fünf Kilometer vor der Stadt Toro hinter der
Central hidroeléctrica de San Román en el río Duero in den Duero mündet.
In seinem Lauf gibt es eine Talsperre namens Santa Espina mit einem Feuchtgebiet nach der Ramsar-Konvention in der Nähe des Zisterzienser-Klosters Santa María de la Espina.